# Lewis Stillwell

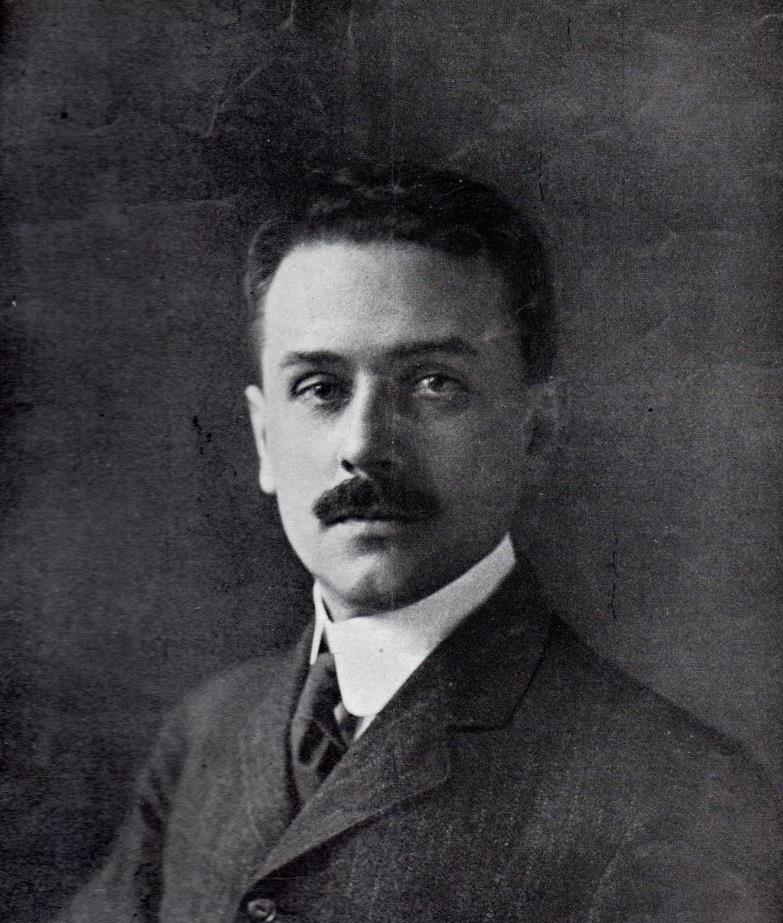
Lewis Stillwell

Lewis Buckley Stillwell (Scranton (Pennsylvania), 12 maart 1863 – Princeton (New Jersey) 19 januari 1941) was een Amerikaans elektrotechnicus en uitvinder van de Stillwell-regelaar en de installatieautomaat.

## Levensloop
In 1885 studeerde Lewis Stillwell af aan de Lehigh-universiteit met een graad in de elektrotechniek. Daarna trad hij toe tot de technische staf van de Westinghouse Electric & Manufacturing Company in Pittsburgh. Hier werkte hij en een kleine groep van getalenteerde jonge technici – waaronder Charles Scott, Otto Shallenberger en Benjamin Lamme – aan de verdere ontwikkeling van het wisselstroomsysteem van Nikola Tesla.
Stillwell werd in 1890 gepromoveerd tot hoofd elektrotechniek en vervolgens werd onder zijn leiderschap de eerste waterkrachtcentrale bij de Niagarawatervallen gebouwd, welke in augustus 1895 in bedrijf kwam. Hij verliet Westinghouse om directeur elektrotechniek te worden bij de Niagara Falls Power Company. In 1900 werd hij directeur van de Rapid Transit Subway Company in New York en later runde hij een succesvol ingenieursbureau met diverse New Yorkse klanten.
Van 1909 tot 1910 was hij voorzitter van de American Institute of Electrical Engineers (AIEE). In 1933 ontving hij van deze organisatie de AIEE Lamme Medal (vernoemd naar zijn voormalige collega bij Westinghouse) en twee jaar later de IEEE Edison Medal. Stillwell overleed op 77-jarige leeftijd.